# 松江大橋 (吉林市)
松江大橋（しょうこうだいきょう、簡体字中国語: 松江大桥）は、中国の吉林省吉林市にある橋。松花江に架かり昌邑区と竜潭区を結んでいる。1957年に開通。橋の北端は浜江北路に接続、橋の南端は松江北路と接続している。
全長489m、幅23mの4車線である。